# Gametangióforo

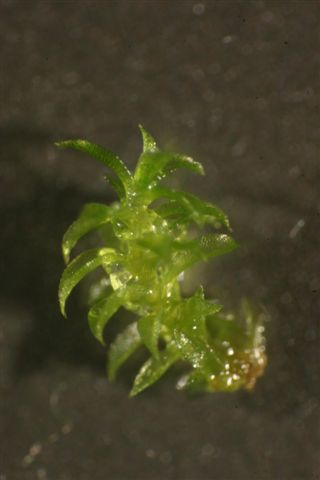
Um gametangióforo de Physcomitrella patens.

Em botânica, os gametangióforos são caules ramificados com órgãos sexuais em estruturas terminais em forma de taça. Os gametângios (tanto os arquegónios como os anterídeos) encontravam‐se no gametangióforo (semelhante às hepáticas atuais). Os gametófitos e esporófito eram bastante semelhantes entre si, o que contrasta com as plantas atuais típicas. Em fetos, briófitas, hepáticas e antóceros, o gametófito resulta da germinação direta de esporos, resultando no protonema. Noutras plantas terrestres é diminuto e no caso das angiospérmicas, é reduzido ao óvulo e ao grão de pólen (megagametófito e microgametófito, respectivamente).